# 松美會
松美會（松美会）、在大阪市東區設置本部事務所，原日本廣域暴力團三代目山口組的二次團體，1984年加入「一和會」。1988年5月、解散。

## 略史
松本勝美加入三代目山口組。
1984年6月、松本勝美帶領松美會退出四代目山口組，同時加入一和會擔任本部長。
1984年8月、「山一抗爭」事件爆發。
1985年、松美會組員光山勝治（光山組組長）遭山健組健龍會組員射殺。
1988年5月、時任一和會幹事長代行的松本勝美宣布引退，松美會解散。

## 最高幹部
- 會長・松本勝美（本名：神村勝美、原三代目山口組若中，後任一和會本部長、幹事長代行）
- 若頭・荒山氏 名不明
- 舍弟頭・松岡正雄（松岡組組長）
- 舍弟頭補佐・喜頭吾一（二代目西心會會長）
- 本部長・原田次郎
- 若頭補佐・中峯 博
- 若頭補佐・小條鎮生（松美會後任若頭。倉心會、天道會初代會長）
- 若頭補佐・波多明宏（本名：秦明宏）
- 若頭補佐・成田栄治
- 本部長補佐・吉川健一
- 事務長・辻中浩司
- 舍弟・中谷喜一